# Versailles II: Testament of the King
Versailles II: Testament of the King is een computerspel voor het platform Sony PlayStation 2. Het spel werd uitgebracht in 2002. 